# Perinia laevisima
Perinia laevisima is een krabbensoort uit de familie van de Epialtidae. De wetenschappelijke naam van de soort is voor het eerst geldig gepubliceerd in 1994 door Dai, Cai & Yang.